# 제인 코넬

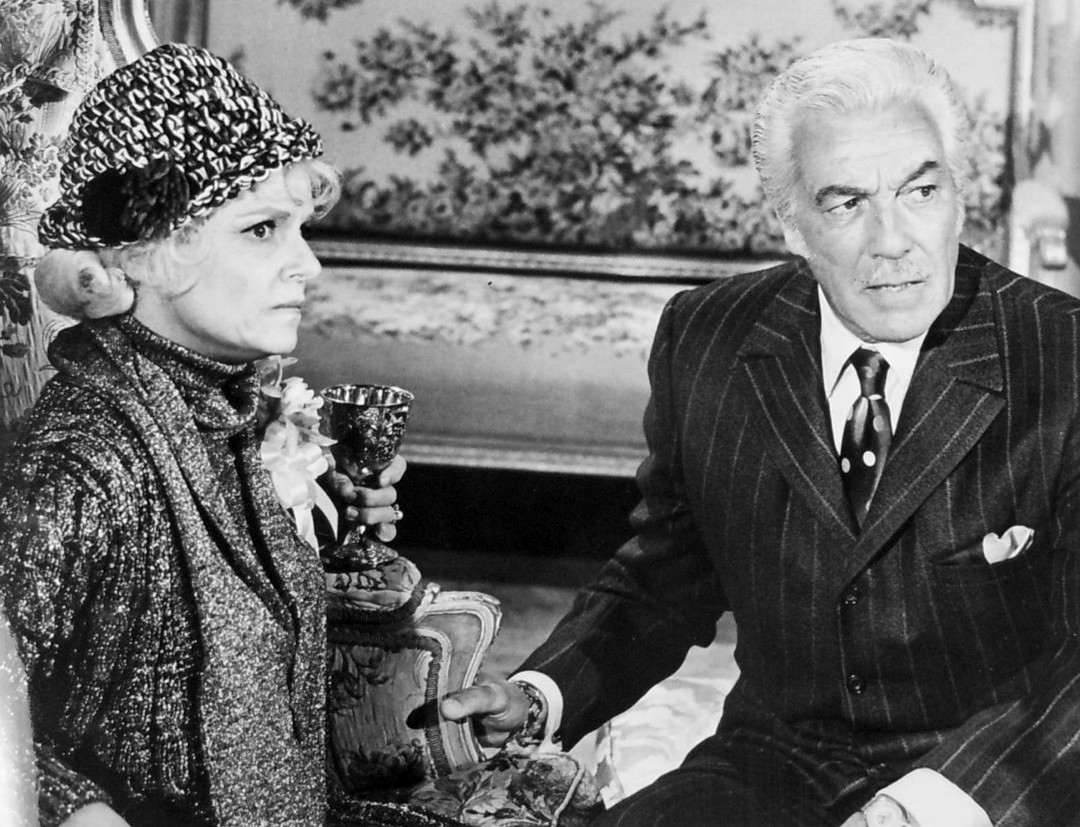

제인 코넬(Jane Sperry Bennett, 1925년 10월 27일 ~ 2013년 9월 22일)은 미국의 가수, 연극 배우, 텔레비전 배우, 영화배우이다.
버클리에서 태어났다.

## 영화
- 지킬 박사와 미스 하이드 (1995년)
- 마미 (1974년)
- 코치 (1971년)
- 올 인 더 패밀리 (1968년) - 시벌 굴리 역
- 아내는 요술쟁이 (1964년)